# Ішлінський Олександр Юлійович
Олександр Юлійович Ішлінський (нар. 24 липня (6 серпня) 1913, м. Москва, Російська імперія — 7 лютого 2003)  — радянський математик, доктор фізико-математичних наук, професор, академік АН СРСР, Директор інституту математики АН УРСР (1948–1955), з 1964 року — директор Інституту проблем механіки АН СРСР.

## Науковий доробок
Фундаментальні праці в галузі в'язкопластичних і не зовсім пружних тіл, у теорії релаксаційних коливань та динамічної стійкості. Під його керівництвом набули широкого розвитку дослідження з математичної фізики, обчислювальної математики, механіки та її застосувань. Саме на цей період припадають його фундаментальні праці з теорії гіроскопічних приладів та інерціальної навігації, проблем керування балістичними ракетами.
Однак О. Ю. Ішлінський не обмежувався суто теоретичними дослідженнями. Він був одним з авторів ряду систем морського приладобудування, а також об'єктів космічної техніки, брав безпосередню участь у конструюванні та запусках перших радянських штучних супутників.
Після повернення в 1955 році до Москви О. Ю. Ішлінський не поривав зв'язків зі своїми учнями і колегами в Україні, часто приїздив сюди, був науковим керівником ряду дослідницьких тем. Зокрема, одна з них стосувалася дослідження руху тіл на струнному підвісі, в розробці якої брали участь як українські, так і російські дослідники. Ця праця була в 1996 році удостоєна Державної премії Російської Федерації в галузі науки і техніки.
О. Ю. Ішлінський — засновник провідної науково-дослідної установи Радянського Союзу (а згодом Росії) в галузі механіки — Інституту проблем механіки РАН, першим директором якого він був з 1964 року. В 1988 році Олександр Юлійович став його почесним директором. Тривалий час учений очолював Всесоюзну раду науково-технічних товариств СРСР.

## Біографія

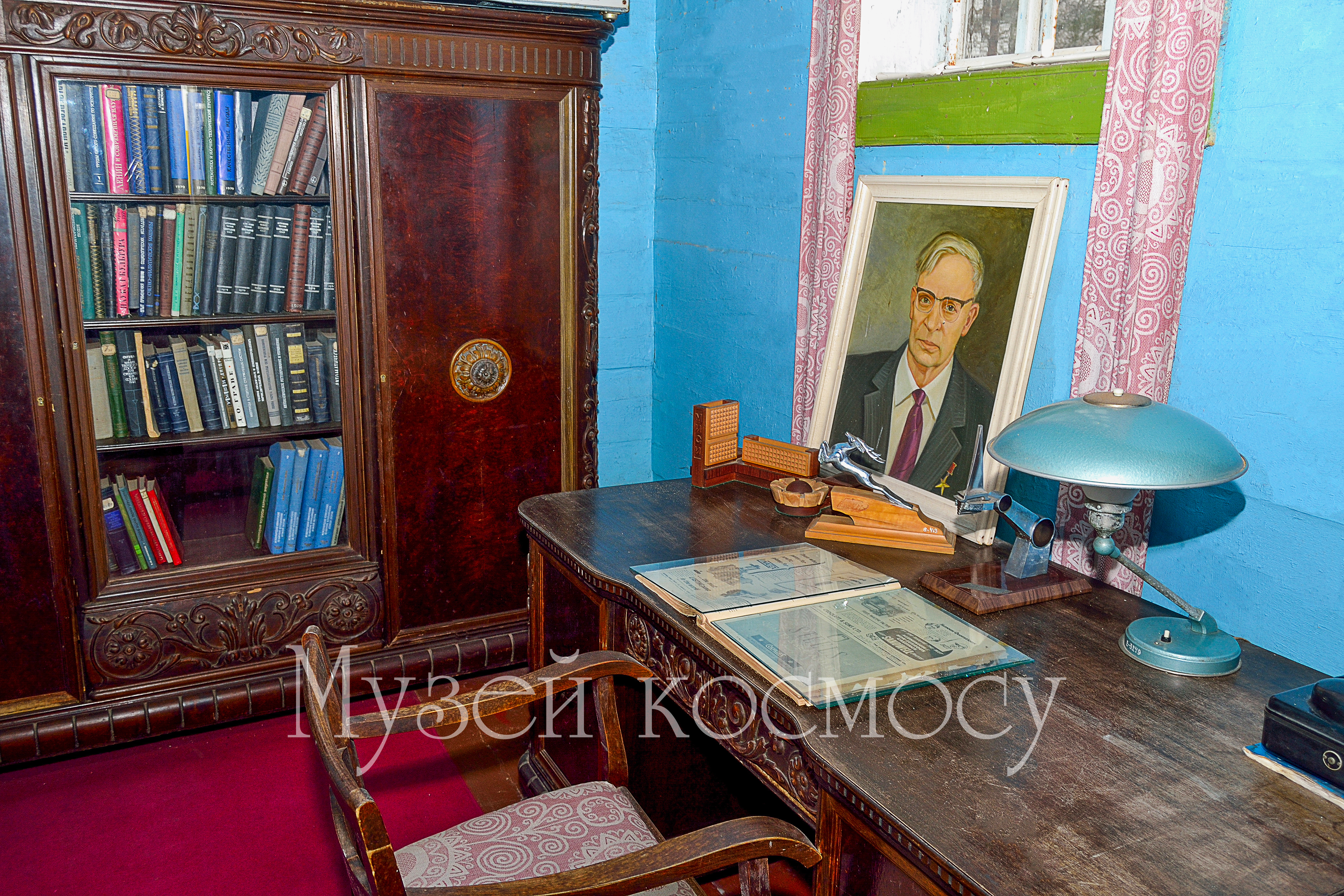
Iнтер’єр робочого кабінету О. Ю. Ішлінського в Музеї світопізнання і мирного освоєння космосу, Переяслав

Олександр Юлійович народився 6 серпня 1913 року в Москві. Він походив із старовинної дворянської сім'ї. Його батько під час російсько-японської війни служив машинним квартирмейстером крейсера «Багатир» і був позбавлений дворянського звання за участь в Кронштадтському повстанні. У 1931 році А. Ю. Ішлінський поступив на другий курс тоді ще фізико-математичного факультету Московського університету і в 1935 році закінчив механіко-математичний факультет МГУ. Впродовж сімдесяти років його життя і діяльність було нерозривно пов'язане з Московським університетом. Серед його вчителів були Н. Н. Бухгольц, В. В. Голубев, М. А. Лаврентьев, А. П. Мінаков, А. І. Некрасов, М. М. Філоненко-Бородіч, А. Я. Хинчин, блискучі представники професури Московського університету тієї пори.
Кандидатську дисертацію А. Ю. Ішлінський захистив в 1938 році на тему «Тертя кочення», а докторську — в 1943 році на тему «Механіка не цілком пружних і в'язкопластичних тіл».
- З 1944 року Олександр Юлійович був професором Московського університету. Вже з студентських років А. Ю. Ішлінський вів інтенсивну, різносторонню педагогічну діяльність, спочатку в Московському електромеханічному технікумі імені Л. Б. Красина, а потім в багатьох вищих навчальних закладах столиці (МГУ, МВТУ ім. Баумана, МЕІ, Автомеханічний інститут, Педагогічний інститут ім. До. Лібкнехта, Військово-інженерна академія ім. В. В. Куйбишева і ін.).

- В 1943–1945 роках завідував кафедрою теоретичної механіки в Московському військово-інженерному училищі. З 1940 року починається чверть століття, що продовжувалася, робота А. Ю. Ішлінського в науково-дослідних інститутах суднобудівельної промисловості. Спілкування з чудовим інженером Н. Н. Гостряковим, найбільшими конструкторами, у тому числі з С. Ф. Фармаковським, знаменитим академіком А. Н. Криловим визначили інтерес і напрям досліджень А. Ю. Ішлінського в області гироськопії і точного приладобудування. У 1947 році Олександр Юльевіч переїжджає — на запрошення академіка М. А. Лаврентьева — до Києва, де обирається

- в 1948 році став дійсним членом АН УРСР і призначається директором Інституту математики АН УРСР. Під керівництвом А. Ю. Ішлінського в цьому інституті отримали розвиток нові напрями прикладних наукових досліджень, були створені нові відділи, у тому числі відділ загальної механіки, виникла київська школа механіків — фахівців з гіроскопів і систем інерціальної навігації. А. Ю. Ішлінський встановив широкі зв'язки очолюваного ним інституту математики з приладобудівними організаціями Москви, Ленінграда, Києва, брав участь в натурних дослідженнях навігаційних приладів в північних широтах на Землі Франца-Йосифа (1955). У Київському університеті А. Ю. Ішлінський прочитав оригінальні курси по теорії пластичності, теорії гіроскопів, плоскому завданню теорії пружності, історії механіки.

- У 1955 році А. Ю. Ішлінський повернувся до Москви, але до останніх днів життя зберігав тісні творчі наукові зв'язки зі своїми київськими колегами і учнями.

- З 1956 року Олександр Юлійович — завідувач кафедрою прикладної механіки МГУ, пізніше за перейменовану в кафедру прикладну механіку і процеси управління.

- У 1958–1959 роках він — директор Інституту механіки МГУ. З 1950-х років починається і активна участь А. Ю. Ішлінського в здійсненні ракетно-космічних програм СРСР, що проводилися під загальним інженерним керівництвом Сергія Павловича Корольова. Олександр Юлійович брав — разом з Мстиславом Всеволодовичем Келдишем — особисту участь в роботах Державної комісії, при підготовці і проведенні більшості льотних випробувань ракет і перших запусків штучних супутників Землі і інших космічних апаратів на створеному в 1955 році космодромі Байконур. Найтісніше він співробітничав з головними конструкторами Н. А. Пілюгиним і В. І. Кузнецовим.

- У 1960 році А. Ю. Ішлінський був вибраний дійсним членом АН СРСР удостоєний Ленінської премії і наступного року удостоєний звання Героя Соціалістичної Праці.
- З 1965 року А. Ю. Ішлінський — директор знов створеного Інституту проблем механіки АН СРСР (пізніше — ІПМ РАН).
- Пішовши в 1990 році з поста директора, він залишився почесним директором інституту. Під керівництвом Олександра Юльевіча цей інститут став найбільшим науковим центром країни в області механіки.

Творчість Олександра Юлійовича Ішлінського охоплює широкий круг проблем загальної і прикладної механіки, теорії автономного управління і систем інерціальної навігації, механіки твердого тіла, що деформується. Для всієї його творчості характерний, властиве Московській інженерно-механічній школі Н. Е. Жуковського, поєднання фундаментальних теоретичних досліджень з інженерною інтуїцією, що дозволяє майстерно вирішувати складні прикладні завдання і виявляти нові ефекти з використанням обмежених математичних засобів. В області механіки твердого тіла А.Ю, що деформується. Ішлінський займався проблемами поведінки пружних, пластичних, в'язкопластичних і спадкових середовищ, питаннями статичного і динамічного руйнування тіл і конструкцій, а також багатьма іншими завданнями.
Всього за три чверті століття А. Ю. Ішлінський опублікував більше 300 наукових робіт, включаючи фундаментальні монографії «Механіка спеціальних гіроскопічних систем» (1952), «Механіка гіроскопічних систем» (1963), «Інерціальне управління балістичними ракетами» (1968), «Орієнтація, гіроскопи і інерціальна навігація» (1976), «Обертання твердого тіла на струні і суміжні завдання» (1991, спільно з В. А. Стороженко і М. Е. Темченко), «Математична теорія пластичності» (2001, спільно з Д. Д. Івльовим), «Дослідження стійкості складних механічних систем» (2002, спільно з В. А. Стороженко і М. Е. Темченко). Частина його попередніх досліджень була зібрана також в двотомнику «Прикладні завдання механіки» (1986).
Для характеристики науково-організаційної діяльності А. Ю. Ішлінського досить сказати, що він:
- увійшов до первинного складу створеного в 1956 році Національного комітету СРСР по теоретичній і прикладній механіці (заст. голови, 1966–1982);
- був членом Генеральної асамблеї (з 1976);
- членом Бюро (1984–1988) Міжнародного союзу теоретичної і прикладної механіки (IUTAM);
- президентом Всесоюзного ради науково-технічних суспільств (1970–1991);
- почесним президентом Російської інженерної академії (з 1990);
- віце-президентом (з 1971), президентом (1987–1991) і потім почесним президентом Усесвітньої федерації інженерних організацій;
- віце-президентом Усесвітньої Федерації науковців;

Поряд з науковою і інженерно-технічною діяльністю Олександр Юлійович вів величезну видавничу роботу. Він був головним редактором журналу «Звістки РАН: Механіка твердого тіла», головним редактором ряду періодичних видань, збірок і книг, членом редколегій різних журналів.
Олександр Юльевіч продовжував працювати до останніх днів свого життя. Він помер в Москві після нетривалої хвороби 7 лютого 2003 року.

## Звання та винагороди
- Герой Соціалістичної Праці;
- Три ордени Леніна;
- Орден Жовтневої Революції;
- Два ордени Трудового Червоного Прапора;
- Два ордени Дружби Народів;
- Орден «Знак Пошани»;
- Член Верховної Ради СРСР (з 1974);
- Член ВЦСПС; — Ленінська премія (1960);
- Державна премія СРСР (1981);
- Премія Російської Федерації (1996);
- Премія ім. Н. Н. Острякова (1975);
- Премія А. Н. Дінника (1981);
- Премія І. І. Сікорського (1992);
- Золота медаль ім. В. Г. Шухова (1992);
- Орден Кирила і Мефодія першого ступеня (Болгарія).

Окрім перерахованого, А. Ю. Ішлінський був членом академії астронавтики, почесним членом Міжнародної академії історії науки, іноземним членом академій наук Польщі і Чехії (раніше — Чехословаччини), інженерних академій Великої Британії та Мексики, Національного географічного суспільства США.

## Публикації
О. Ю. Ішлінський опублікував більше 200 робіт, в тому числі 10 монографій.

### Монографії
- Ишлинский А. Ю. Механика специальных гироскопических систем. — 432 с.
- Ишлинский А. Ю. Механика гироскопических систем. — 482 с.
- Ишлинский А. Ю. Инерциальное управление баллистическими ракетами. — 142 с.
- Ишлинский А. Ю. Ориентация, гироскопы и инерциальная навигация. — 670 с.
- Ишлинский А. Ю., Борзов В. И., Степаненко Н. П. Лекции по теории гироскопов. — 248 с.
- Ишлинский А. Ю. Механика относительного движения и силы инерции. — 191 с.
- Ишлинский А. Ю. Механика: идеи, задачи, приложения. — 624 с.
- Ишлинский А. Ю. Классическая механика и силы инерции. — 320 с.
- Ишлинский А. Ю., Стороженко В. А., Темченко М. Е. Вращение твёрдого тела на струне и смежные задачи. — 330 с. — ISBN 5-02-006660-5.
- Александров В. В., Воронин Л. И., Глазков Ю. Н., Ишлинский А. Ю., Садовничий В. А. Математические задачи имитации аэрокосмических полётов. — 160 с. — ISBN 5-211-03336-1.
- Ишлинский А. Ю., Ивлев Д. Д. Математическая теория пластичности. — 704 с. — ISBN 5-9221-0141-2.

### Деякі статті

#### Динаміка твердого тіла та гіроскопів
- Ишлинский А. Ю. Об относительном равновесии физического маятника с подвижной точкой опоры. — Т. 20, вып. 3.
- Ишлинский А. Ю. К теории гирогоризонткомпаса. — Т. 20, вып. 4.
- Ишлинский А. Ю. К теории гироскопического маятника. — Т. 21, вып. 1.
- Ишлинский А. Ю., Стороженко В. А., Темченко М. Е. К исследованию устойчивости высокоскоростной центрифуги на электромагнитной подвеске // Изв. РАН. Механика твёрдого тела. — № 3.

#### Інерційна навігація
- Ишлинский А. Ю. Об уравнениях задачи определения местонахождения движущегося объекта посредством гироскопов и измерителей ускорений. — Т. 21, вып. 6.
- Ишлинский А. Ю. Геометрическое рассмотрение устойчивости решения основной задачи инерциальной навигации. — № 3.
- Бойчук О. Ф., Ишлинский А. Ю., Стороженко В. А. Построение функции Ляпунова для совокупности уравнений основной задачи инерциальной навигации. — № 5.

#### Механіка систем з тертям
- Ишлинский А. Ю. Трение качения. — Т. 2, вып. 2. — С. 245—260.
- Ишлинский А. Ю., Крагельский И. В. О скачках при трении. — Т. 14, вып. 4/5. — С. 276—282.
- Ишлинский А. Ю., Соколов Б. Н., Черноусько Ф. Л. О движении плоских тел при наличии сухого трения. — № 4.
- Ишлинский А. Ю., Крагельский И. В., Алексеев Н. М., Блюмен А. В., Добычин М. И. Проблемы изнашивания твёрдых тел в аспекте механики. — Т. 7, № 4.
- Грудев А. И., Ишлинский А. Ю., Черноусько Ф. Л. О движении точки по вращающейся шероховатой плоскости // Прикл. математика и механика. — Т. 53, вып. 3.

#### Теорія пружності
- Лаврентьев М. А., Ишлинский А. Ю. Динамические формы потери устойчивости упругих систем. — 1949. — Т. 64, № 6. — С. 779—782.
- Ишлинский А. Ю. Рассмотрение вопросов об устойчивости равновесия упругих тел с точки зрения математической теории упругости. — 1954. — Т. 6, № 2. — С. 140—146.
- Баничук Н. В., Ишлинский А. Ю. О некоторых особенностях задач устойчивости и колебаний прямоугольных пластин. — 1995. — Т. 59, вып. 4.

#### Теорія пластичності
- Ишлинский А. Ю. Об устойчивости вязко-пластического течения полосы и круглого прута. — Т. 7, вып. 2.
- Ишлинский А. Ю. Осесимметричная задача пластичности и проба Бринелля. — Т. 8, вып. 3.
- Ишлинский А. Ю. Общая теория пластичности с линейным упрочнением. — Т. 6, № 3.
- Ишлинский А. Ю. О плоском движении песка. — Т. 6, № 4.
- Баренблатт Г. И., Ишлинский А. Ю., Черноусько Ф. Л. Об ударе вязко-пластического стержня о жёсткую преграду // Прикл. математика и механика. — Т. 26, вып. 3. — С. 497—502.
- Ивлев Д. Д., Ишлинский А. Ю., Максимова Л. А. Условия изотропии и обобщённый ассоциированный закон пластического течения // Доклады Академии наук. — 2000. — Т. 371, № 1. — С. 49—51.
- Ивлев Д. Д., Ишлинский А. Ю. Статически определимые соотношения теории пластичности и предельное состояние и разрушение тел // Изв. РАН. Механика твёрдого тела. — № 3. — С. 84—90.